# Аль-Харти, Баракат
Баракат Мубарак Аль-Харти (араб. بركات مبارك الحارثي ‎, род. 15 июня 1988 года, Ибра, Оман) — оманский спринтер, участник летних Олимпийских игр 2012 года, бронзовый призёр летних Азиатских игр 2010 года.

## Спортивная биография
Аль-Харти в составе эстафетной команды 4×100 метров принял участие в юниорском чемпионате мира в Пекине, но оманские спринтеры не смогли преодолеть барьер первого раунда.
На чемпионате мира 2009 года в Берлине Аль-Харти был близок к попаданию в четвертьфинал, но с результатом 10,41 с. стал только 4-м в своём забеге, уступив всего лишь 0,03 с. японскому спринтеру Масаси Эригути. Свою первую значимую награду Аль-Харти завоевал в 2010 году в Тегеране на чемпионате Азии в помещении, став третьим на дистанции 60 метров, уступив лишь действующему чемпиону в этой дисциплине Самуэлю Фрэнсису и хозяину соревнований иранцу Реза Гасеми. Спустя месяц Баракату всего 0,02 с. не хватило, чтобы пробиться в финал чемпионата мира в помещении на дистанции 60 метров. Также результат 6,67 с., показанный оманцем в полуфинале стал новым национальным рекордом. В том же году Аль-Харти завоевал главную награду в своей карьере, став бронзовым призёром на дистанции 100 метров на летних Азиатских играх в Дохе, показав высокий результат 10,28 с., при этом Баракат всего лишь 0,04 с. уступил победителю соревнований китайцу Лао И. В июле 2011 года Аль-Харти пробежал 100-метровку за 10,17 с., что позволило выполнить квалификационный норматив A для участия в летних Олимпийских играх 2012 года.
На Играх 2012 года в Лондоне Аль-Харти, благодаря высокому личному результату, пропускал предварительный этап и начинал соревнования сразу с первого раунда. В результате жеребьёвки оманский спринтер стартовал во втором четвертьфинальном забеге. К финишу Аль-Харти прибежал седьмым с невысоким результатом 10,41 с., завершив тем самым свои выступления на олимпийском турнире. В июле 2013 года Аль-Харти стал обладателем ещё одной награды. На чемпионате Азии оманский бегун стал бронзовым призёром на 100-метровке. Спустя месяц на чемпионате мира в Москве Аль-Харти с первым временем преодолевает предварительный раунд. В четвертьфинале Баракат показал очень скромное время 10,53 с. и завершил свои выступления на мировом первенстве. На чемпионате мира 2015 года Аль-Харти, как и 2 года назад, показал первое время по итогам предварительного раунда, но уже на стадии четвертьфинала Баракат выбыл из соревнований, став пятым в своём забеге с результатом 10,24 с. В октябре 2015 года Аль-Харти уверенно выиграл соревнования на 100-метровке в рамках всемирных игр военнослужащих. Финальный забег Баракат закончил со временем 10,16 с. Этот результат стал новым национальным рекордом, а также позволил Аль-Харти выполнить квалификационный норматив и принести Оману лицензию для участия в летних Олимпийских играх 2016 года в Рио-де-Жанейро.
9 июля 2018 года на чемпионате стран Западной Азии Аль-Харти впервые в карьере выбежал из 10 секунд на 100-метровке, пробежав финальный забег за 9,97.

## Допинг
В январе 2012 года во время Арабских игр допинг-проба Аль-Харти дала положительный результат на метилпреднизолон. Баракат был дисквалифицирован на 6 месяцев с 8 января по 8 июля, что позволило ему выступить на летних Олимпийских играх в Лондоне.

## Рекорды
- Рекорд Омана в беге на 100 метров — 9,97 с (9 июля 2018,  Амман).
- Рекорд Омана в эстафете 4×100 метров — 39,36 с (23 апреля 2019,  Доха).
- Рекорд Омана в беге на 60 метров в помещении — 6,66 с (19 сентября 2017,  Ашхабад).